# Volleyball Nations League maschile 2018
La Volleyball Nations League 2018 si è svolta dal 25 maggio all'8 luglio 2018: al torneo hanno partecipato sedici squadre nazionali e la vittoria finale è andata per la prima volta alla Russia.

## Regolamento

### Formula
Le squadre sono state divise in due categorie, quella principale e quella secondaria (quest'ultima, in questa edizione, ha compreso Australia, Bulgaria, Canada e Corea del Sud): tuttavia le squadre hanno disputato un unico torneo senza alcuna distinzione.
Le squadre hanno disputato una prima fase a gironi con formula del girone all'italiana; al termine della prima fase:
- Le prime cinque classificate e la squadra del paese organizzatore (nel caso in cui sia stata tra le prime cinque classificate, si è qualificata la sesta classificata) hanno acceduto alla fase finale strutturata con una fase a gironi con formula del girone all'italiana, dove le prime due classificate di ogni girone hanno acceduto alla Final Four, strutturata in semifinali, finale per il terzo posto e finale.
- L'ultima classificata tra le squadre della categoria secondaria è retrocessa.

### Criteri di classifica
Se il risultato finale è stato di 3-0 o 3-1 sono stati assegnati 3 punti alla squadra vincente e 0 a quella sconfitta, se il risultato finale è stato di 3-2 sono stati assegnati 2 punti alla squadra vincente e 1 a quella sconfitta.
L'ordine del posizionamento in classifica è stato definito in base a:
- Numero di partite vinte;
- Punti;
- Ratio dei set vinti/persi;
- Ratio dei punti realizzati/subiti;
- Risultati degli scontri diretti.

## Squadre partecipanti
| Squadra       | Qualificazione | Ultima partecipazione |
| ------------- | -------------- | --------------------- |
| Argentina     | Wild card      | Debutto               |
| Australia     | Wild card      | Debutto               |
| Brasile       | Wild card      | Debutto               |
| Bulgaria      | Wild card      | Debutto               |
| Canada        | Wild card      | Debutto               |
| Cina          | Wild card      | Debutto               |
| Corea del Sud | Wild card      | Debutto               |
| Francia       | Wild card      | Debutto               |
| Germania      | Wild card      | Debutto               |
| Giappone      | Wild card      | Debutto               |
| Iran          | Wild card      | Debutto               |
| Italia        | Wild card      | Debutto               |
| Polonia       | Wild card      | Debutto               |
| Russia        | Wild card      | Debutto               |
| Serbia        | Wild card      | Debutto               |
| Stati Uniti   | Wild card      | Debutto               |

## Torneo

### Fase a gironi

#### Prima settimana
| Girone 1  | Girone 2    | Girone 3      | Girone 4 |
| --------- | ----------- | ------------- | -------- |
| Australia | Argentina   | Canada        | Brasile  |
| Francia   | Bulgaria    | Corea del Sud | Germania |
| Giappone  | Cina        | Polonia       | Italia   |
| Iran      | Stati Uniti | Russia        | Serbia   |

##### Girone 1
| 25 maggio 2018 Kindarena, Rouen Durata: 1h:50 - Spettatori: 618   | Australia | 1 - 3 | Giappone  | 18-25, 15-25, 25-23, 17-25 |
| 25 maggio 2018 Kindarena, Rouen Durata: 1h:48 - Spettatori: 1 610 | Francia   | 3 - 1 | Iran      | 25-20, 24-26, 25-20, 25-17 |
| 26 maggio 2018 Kindarena, Rouen Durata: 1h:29 - Spettatori: 753   | Australia | 0 - 3 | Iran      | 23-25, 23-25, 21-25        |
| 26 maggio 2018 Kindarena, Rouen Durata: 1h:43 - Spettatori: 1 738 | Francia   | 3 - 1 | Giappone  | 25-16, 20-25, 25-20, 25-22 |
| 27 maggio 2018 Kindarena, Rouen Durata: 2h:06 - Spettatori: 523   | Iran      | 1 - 3 | Giappone  | 22-25, 28-30, 25-23, 23-25 |
| 27 maggio 2018 Kindarena, Rouen Durata: 1h:25 - Spettatori: 1 100 | Francia   | 3 - 0 | Australia | 25-17, 25-20, 36-34        |

##### Girone 2
| 25 maggio 2018 Beilun Gymnasium, Ningbo Durata: 2h:22 - Spettatori: 2 000 | Argentina | 2 - 3 | Stati Uniti | 27-25, 26-24, 24-26, 21-25, 10-15 |
| 25 maggio 2018 Beilun Gymnasium, Ningbo Durata: 2h:10 - Spettatori: 4 550 | Cina      | 2 - 3 | Bulgaria    | 18-25, 25-18, 25-19, 17-25, 11-15 |
| 26 maggio 2018 Beilun Gymnasium, Ningbo Durata: 2h:00 - Spettatori: 3 000 | Bulgaria  | 1 - 3 | Stati Uniti | 19-25, 25-22, 19-25, 20-25        |
| 26 maggio 2018 Beilun Gymnasium, Ningbo Durata: 1h:21 - Spettatori: 5 100 | Cina      | 3 - 0 | Argentina   | 25-22, 25-21, 25-18               |
| 27 maggio 2018 Beilun Gymnasium, Ningbo Durata: 1h:52 - Spettatori: 4 250 | Bulgaria  | 3 - 1 | Argentina   | 19-25, 25-19, 25-21, 25-22        |
| 27 maggio 2018 Beilun Gymnasium, Ningbo Durata: 1h:29 - Spettatori: 5 500 | Cina      | 0 - 3 | Stati Uniti | 20-25, 24-26, 18-25               |

##### Girone 3
| 25 maggio 2018 Spodek, Katowice Durata: 1h:22 - Spettatori: 6 123        | Polonia       | 3 - 0 | Corea del Sud | 25-20, 25-18, 25-21        |
| 25 maggio 2018 Spodek, Katowice Durata: 1h:28 - Spettatori: 5 775        | Russia        | 3 - 0 | Canada        | 26-24, 25-14, 25-19        |
| 26 maggio 2018 Kraków Arena, Cracovia Durata: 1h:29 - Spettatori: 10 889 | Polonia       | 3 - 0 | Russia        | 25-15, 25-23, 25-23        |
| 26 maggio 2018 Kraków Arena, Cracovia Durata: 1h:21 - Spettatori: 10 219 | Canada        | 3 - 0 | Corea del Sud | 25-20, 25-17, 25-19        |
| 27 maggio 2018 Kraków Arena, Cracovia Durata: 2h:02 - Spettatori: 6 834  | Polonia       | 3 - 1 | Canada        | 25-21, 26-24, 21-25, 25-17 |
| 27 maggio 2018 Kraków Arena, Cracovia Durata: 1h:22 - Spettatori: 6 735  | Corea del Sud | 0 - 3 | Russia        | 26-28, 21-25, 15-25        |

##### Girone 4
| 25 maggio 2018 Hala sportova u Kraljevu, Kraljevo Durata: 1h:52 - Spettatori: 1 750 | Germania | 1 - 3 | Italia   | 18-25, 19-25, 25-23, 20-25       |
| 25 maggio 2018 Hala sportova u Kraljevu, Kraljevo Durata: 1h:35 - Spettatori: 4 300 | Serbia   | 0 - 3 | Brasile  | 22-25, 22-25, 24-26              |
| 26 maggio 2018 Hala sportova u Kraljevu, Kraljevo Durata: 2h:19 - Spettatori: 1 000 | Italia   | 3 - 2 | Brasile  | 18-25, 25-19, 25-21, 24-26, 15-8 |
| 26 maggio 2018 Hala sportova u Kraljevu, Kraljevo Durata: 1h:47 - Spettatori: 3 900 | Germania | 1 - 3 | Serbia   | 25-19, 21-25, 16-25, 14-25       |
| 27 maggio 2018 Hala sportova u Kraljevu, Kraljevo Durata: 1h:35 - Spettatori: 500   | Brasile  | 3 - 0 | Germania | 26-24, 25-23, 26-24              |
| 27 maggio 2018 Hala sportova u Kraljevu, Kraljevo Durata: 1h:32 - Spettatori: 4 400 | Italia   | 3 - 0 | Serbia   | 25-21, 25-18, 25-16              |

#### Seconda settimana
| Girone 5  | Girone 6      | Girone 7  | Girone 8 |
| --------- | ------------- | --------- | -------- |
| Australia | Brasile       | Argentina | Cina     |
| Bulgaria  | Corea del Sud | Canada    | Francia  |
| Russia    | Giappone      | Iran      | Germania |
| Serbia    | Stati Uniti   | Italia    | Polonia  |

##### Girone 5
| 1º giugno 2018 Arena Armeec, Sofia Durata: 1h:51 - Spettatori: 1 100 | Australia | 1 - 3 | Russia    | 18-25, 19-25, 25-18, 22-25        |
| 1º giugno 2018 Arena Armeec, Sofia Durata: 2h:24 - Spettatori: 5 700 | Bulgaria  | 2 - 3 | Serbia    | 17-25, 25-23, 25-23, 21-25, 14-16 |
| 2 giugno 2018 Arena Armeec, Sofia Durata: 2h:16 - Spettatori: 1 050  | Russia    | 2 - 3 | Serbia    | 25-20, 23-25, 23-25, 25-22, 12-15 |
| 2 giugno 2018 Arena Armeec, Sofia Durata: 1h:35 - Spettatori: 4 100  | Bulgaria  | 0 - 3 | Australia | 23-25, 23-25, 24-26               |
| 3 giugno 2018 Arena Armeec, Sofia Durata: 2h:07 - Spettatori: 950    | Serbia    | 3 - 2 | Australia | 25-23, 25-19, 20-25, 25-27, 15-9  |
| 3 giugno 2018 Arena Armeec, Sofia Durata: 1h:20 - Spettatori: 5 000  | Bulgaria  | 0 - 3 | Russia    | 17-25, 15-25, 21-25               |

##### Girone 6
| 1º giugno 2018 Goiânia Arena, Goiânia Durata: 2h:11 - Spettatori: 3 000 | Giappone      | 2 - 3 | Stati Uniti   | 25-23, 25-13, 18-25, 20-25, 10-15 |
| 1º giugno 2018 Goiânia Arena, Goiânia Durata: 1h:18 - Spettatori: 8 123 | Brasile       | 3 - 0 | Corea del Sud | 25-21, 25-19, 25-19               |
| 2 giugno 2018 Goiânia Arena, Goiânia Durata: 1h:52 - Spettatori: 10 835 | Brasile       | 3 - 0 | Giappone      | 26-24, 25-19, 25-20               |
| 2 giugno 2018 Goiânia Arena, Goiânia Durata: 1h:21 - Spettatori: 2 750  | Corea del Sud | 0 - 3 | Stati Uniti   | 23-25, 21-25, 11-25               |
| 3 giugno 2018 Goiânia Arena, Goiânia Durata: 2h:16 - Spettatori: 6 195  | Corea del Sud | 2 - 3 | Giappone      | 19-25, 25-16, 26-28, 12-15        |
| 3 giugno 2018 Goiânia Arena, Goiânia Durata: 2h:29 - Spettatori: 11 333 | Brasile       | 3 - 2 | Stati Uniti   | 21-25, 20-25, 25-19, 25-20, 20-18 |

##### Girone 7
| 1º giugno 2018 Estadio Aldo Cantoni, San Juan Durata: 2h:06 - Spettatori: 2 000 | Canada    | 3 - 1 | Italia | 22-25, 27-25, 25-23, 25-16       |
| 1º giugno 2018 Estadio Aldo Cantoni, San Juan Durata: 2h:05 - Spettatori: 4 500 | Argentina | 2 - 3 | Iran   | 25-21, 22-25, 22-25, 26-24, 9-15 |
| 2 giugno 2018 Estadio Aldo Cantoni, San Juan Durata: 1h:22 - Spettatori: 2 000  | Iran      | 0 - 3 | Italia | 23-25, 18-25, 20-25              |
| 2 giugno 2018 Estadio Aldo Cantoni, San Juan Durata: 1h:55 - Spettatori: 5 000  | Argentina | 1 - 3 | Canada | 22-25, 18-25, 26-24, 23-25       |
| 3 giugno 2018 Estadio Aldo Cantoni, San Juan Durata: 1h:56 - Spettatori: 2 500  | Iran      | 1 - 3 | Canada | 23-25, 22-25, 25-21, 21-25       |
| 3 giugno 2018 Estadio Aldo Cantoni, San Juan Durata: 1h:32 - Spettatori: 5 800  | Argentina | 3 - 0 | Italia | 25-19, 33-31, 25-20              |

##### Girone 8
| 1º giugno 2018 Atlas Arena, Łódź Durata: 1h:17 - Spettatori: 8 938 | Polonia  | 3 - 0 | Francia  | 25-19, 25-20, 25-22               |
| 1º giugno 2018 Atlas Arena, Łódź Durata: 1h:51 - Spettatori: 2 980 | Cina     | 1 - 3 | Germania | 25-23, 18-25, 22-25, 21-25        |
| 2 giugno 2018 Atlas Arena, Łódź Durata: 1h:19 - Spettatori: 6 890  | Polonia  | 3 - 0 | Cina     | 25-19, 25-18, 25-21               |
| 2 giugno 2018 Atlas Arena, Łódź Durata: 1h:15 - Spettatori: 2 680  | Germania | 0 - 3 | Francia  | 21-25, 18-25, 23-25               |
| 3 giugno 2018 Atlas Arena, Łódź Durata: 1h:58 - Spettatori: 10 260 | Polonia  | 1 - 3 | Germania | 18-25, 21-25, 25-21, 25-27        |
| 3 giugno 2018 Atlas Arena, Łódź Durata: 1h:51 - Spettatori: 2 346  | Francia  | 2 - 3 | Cina     | 25-16, 22-25, 21-25, 25-16, 13-15 |

#### Terza settimana
| Girone 9    | Girone 10 | Girone 11 | Girone 12     |
| ----------- | --------- | --------- | ------------- |
| Australia   | Bulgaria  | Brasile   | Argentina     |
| Canada      | Giappone  | Cina      | Corea del Sud |
| Germania    | Italia    | Iran      | Francia       |
| Stati Uniti | Polonia   | Russia    | Serbia        |

##### Girone 9
| 8 giugno 2018 TD Place Arena, Ottawa Durata: 1h:23 - Spettatori: 2 000  | Germania    | 3 - 0 | Stati Uniti | 25-19, 25-22, 25-13               |
| 8 giugno 2018 TD Place Arena, Ottawa Durata: 1h:30 - Spettatori: 3 186  | Canada      | 3 - 0 | Australia   | 25-19, 26-24, 25-19               |
| 9 giugno 2018 TD Place Arena, Ottawa Durata: 1h:48 - Spettatori: 2 375  | Stati Uniti | 3 - 1 | Australia   | 20-25, 25-20, 25-15, 25-17        |
| 9 giugno 2018 TD Place Arena, Ottawa Durata: 1h:58 - Spettatori: 3 460  | Canada      | 1 - 3 | Germania    | 23-25, 22-25, 25-20, 19-25        |
| 10 giugno 2018 TD Place Arena, Ottawa Durata: 2h:02 - Spettatori: 2 305 | Australia   | 3 - 2 | Germania    | 25-22, 18-25, 17-25, 25-18, 15-11 |
| 10 giugno 2018 TD Place Arena, Ottawa Durata: 2h:10 - Spettatori: 3 893 | Canada      | 1 - 3 | Stati Uniti | 25-23, 13-25, 19-25, 20-25        |

##### Girone 10
| 8 giugno 2018 Osaka Municipal Central Gymnasium, Osaka Durata: 2h:29 - Spettatori: 1 422  | Italia   | 2 -3  | Polonia  | 17-25, 25-21, 17-25, 31-29, 10-15 |
| 8 giugno 2018 Osaka Municipal Central Gymnasium, Osaka Durata: 1h:34 - Spettatori: 3 250  | Giappone | 0 - 3 | Bulgaria | 14-25, 21-25, 27-29               |
| 9 giugno 2018 Osaka Municipal Central Gymnasium, Osaka Durata: 2h:04 - Spettatori: 2 200  | Italia   | 3 - 1 | Bulgaria | 25-23, 25-19, 21-25, 25-19        |
| 9 giugno 2018 Osaka Municipal Central Gymnasium, Osaka Durata: 1h:21 - Spettatori: 5 250  | Giappone | 0 - 3 | Polonia  | 16-25, 21-25, 20-25               |
| 10 giugno 2018 Osaka Municipal Central Gymnasium, Osaka Durata: 1h:58 - Spettatori: 1 850 | Bulgaria | 1 - 3 | Polonia  | 21-25, 26-24, 18-25, 19-25        |
| 10 giugno 2018 Osaka Municipal Central Gymnasium, Osaka Durata: 2h:26 - Spettatori: 5 850 | Giappone | 3 - 2 | Italia   | 21-25, 25-21, 23-25, 25-22, 15-10 |

##### Girone 11
| 8 giugno 2018 Ufa Arena, Ufa Durata: 1h:19 - Spettatori: 1 890  | Cina   | 0 - 3 | Iran    | 19-25, 20-25, 15-25               |
| 8 giugno 2018 Ufa Arena, Ufa Durata: 1h:56 - Spettatori: 8 006  | Russia | 1 - 3 | Brasile | 21-25, 20-25, 27-25, 18-25        |
| 9 giugno 2018 Ufa Arena, Ufa Durata: 2h:08 - Spettatori: 1 800  | Iran   | 2 - 3 | Brasile | 17-25, 25-23, 19-25, 25-21, 13-15 |
| 9 giugno 2018 Ufa Arena, Ufa Durata: 1h:36 - Spettatori: 6 054  | Russia | 3 - 0 | Cina    | 25-23, 25-23, 31-29               |
| 10 giugno 2018 Ufa Arena, Ufa Durata: 1h:25 - Spettatori: 1 710 | Cina   | 0 - 3 | Brasile | 20-25, 19-25, 25-27               |
| 10 giugno 2018 Ufa Arena, Ufa Durata: 2h:00 - Spettatori: 6 016 | Russia | 3 - 1 | Iran    | 28-30, 25-23, 27-25, 25-21        |

##### Girone 12
| 8 giugno 2018 Arena du Pays d'Aix, Aix-en-Provence Durata: 1h:48 - Spettatori: 1 000  | Argentina     | 1 - 3 | Serbia        | 25-20, 23-25, 15-25, 22-25 |
| 8 giugno 2018 Arena du Pays d'Aix, Aix-en-Provence Durata: 1h:12 - Spettatori: 2 500  | Francia       | 3 - 0 | Corea del Sud | 25-21, 25-18, 25-22        |
| 9 giugno 2018 Arena du Pays d'Aix, Aix-en-Provence Durata: 1h:39 - Spettatori: 1 500  | Francia       | 3 - 1 | Argentina     | 25-18, 25-16, 23-25, 25-20 |
| 9 giugno 2018 Arena du Pays d'Aix, Aix-en-Provence Durata: 1h:13 - Spettatori: 1 000  | Corea del Sud | 0 - 3 | Serbia        | 16-25, 23-25, 19-25        |
| 10 giugno 2018 Arena du Pays d'Aix, Aix-en-Provence Durata: 1h:21 - Spettatori: 1 000 | Corea del Sud | 0 - 3 | Argentina     | 20-25, 23-25, 24-26        |
| 10 giugno 2018 Arena du Pays d'Aix, Aix-en-Provence Durata: 1h:23 - Spettatori: 2 000 | Francia       | 3 - 0 | Serbia        | 31-29, 25-16, 25-15        |

#### Quarta settimana
| Girone 13     | Girone 14 | Girone 15   | Girone 16 |
| ------------- | --------- | ----------- | --------- |
| Australia     | Argentina | Iran        | Brasile   |
| Cina          | Germania  | Polonia     | Bulgaria  |
| Corea del Sud | Giappone  | Serbia      | Canada    |
| Italia        | Russia    | Stati Uniti | Francia   |

##### Girone 13
| 15 giugno 2018 Jangchung Gymnasium, Seul Durata: 1h:47 - Spettatori: 780   | Cina          | 1 - 3 | Italia    | 23-25, 21-25, 25-19, 17-25        |
| 15 giugno 2018 Jangchung Gymnasium, Seul Durata: 1h:46 - Spettatori: 1 462 | Corea del Sud | 1 - 3 | Australia | 25-23, 19-25, 19-25, 21-25        |
| 16 giugno 2018 Jangchung Gymnasium, Seul Durata: 2h:17 - Spettatori: 2 145 | Corea del Sud | 2 - 3 | Italia    | 23-25, 19-25, 25-22, 25-22, 12-15 |
| 16 giugno 2018 Jangchung Gymnasium, Seul Durata: 2h:31 - Spettatori: 874   | Australia     | 3 - 1 | Cina      | 25-27, 41-39, 29-27, 25-21        |
| 17 giugno 2018 Jangchung Gymnasium, Seul Durata: 1h:28 - Spettatori: 3 167 | Corea del Sud | 3 - 0 | Cina      | 25-21, 25-21, 25-22               |
| 17 giugno 2018 Jangchung Gymnasium, Seul Durata: 1h:49 - Spettatori: 831   | Italia        | 1 - 3 | Australia | 25-27, 25-18, 19-25, 23-25        |

##### Girone 14
| 15 giugno 2018 Arena Ludwigsburg, Ludwigsburg Durata: 2h:16 - Spettatori: 1 132 | Germania  | 2 - 3 | Giappone  | 22-25, 25-21, 15-25, 25-20, 12-15 |
| 15 giugno 2018 Arena Ludwigsburg, Ludwigsburg Durata: 1h:26 - Spettatori: 1 018 | Russia    | 3 - 0 | Argentina | 25-20, 25-20, 26-24               |
| 16 giugno 2018 Arena Ludwigsburg, Ludwigsburg Durata: 1h:57 - Spettatori: 1 535 | Germania  | 3 - 1 | Argentina | 25-19, 25-19, 20-25, 25-22        |
| 16 giugno 2018 Arena Ludwigsburg, Ludwigsburg Durata: 1h:31 - Spettatori: 1 473 | Russia    | 3 - 0 | Giappone  | 25-16, 25-22, 25-23               |
| 17 giugno 2018 Arena Ludwigsburg, Ludwigsburg Durata: 2h:12 - Spettatori: 1 613 | Argentina | 2 - 3 | Giappone  | 24-26, 25-12, 25-23, 23-25, 11-15 |
| 17 giugno 2018 Arena Ludwigsburg, Ludwigsburg Durata: 1h:27 - Spettatori: 2 075 | Germania  | 0 - 3 | Russia    | 18-25, 24-26, 18-25               |

##### Girone 15
| 15 giugno 2018 Sears Centre, Hoffman Estates Durata: 1h:36 - Spettatori: 2 700 | Polonia     | 0 - 3 | Iran    | 24-26, 24-26, 22-25               |
| 15 giugno 2018 Sears Centre, Hoffman Estates Durata: 1h:21 - Spettatori: 3 500 | Stati Uniti | 3 - 0 | Serbia  | 25-22, 25-16, 25-14               |
| 16 giugno 2018 Sears Centre, Hoffman Estates Durata: 2h:17 - Spettatori: 2 000 | Iran        | 2 - 3 | Serbia  | 25-21, 22-25, 25-27, 25-20, 11-15 |
| 16 giugno 2018 Sears Centre, Hoffman Estates Durata: 1h:31 - Spettatori: 8 000 | Stati Uniti | 3 - 0 | Polonia | 25-20, 25-19, 25-19               |
| 17 giugno 2018 Sears Centre, Hoffman Estates Durata: 1h:28 - Spettatori: 2 500 | Polonia     | 0 - 3 | Serbia  | 23-25, 23-25, 23-25               |
| 17 giugno 2018 Sears Centre, Hoffman Estates Durata: 1h:37 - Spettatori: 5 000 | Stati Uniti | 3 - 0 | Iran    | 29-27, 25-20, 26-24               |

##### Girone 16
| 15 giugno 2018 Palazzo della cultura e dello sport, Varna Durata: 1h:40 - Spettatori: 450   | Canada   | 3 - 0 | Brasile | 25-22, 34-32, 25-23               |
| 15 giugno 2018 Palazzo della cultura e dello sport, Varna Durata: 1h:19 - Spettatori: 2 500 | Bulgaria | 0 - 3 | Francia | 21-25, 20-25, 23-25               |
| 16 giugno 2018 Palazzo della cultura e dello sport, Varna Durata: 1h:20 - Spettatori: 900   | Francia  | 3 - 0 | Brasile | 25-19, 25-23, 25-23               |
| 16 giugno 2018 Palazzo della cultura e dello sport, Varna Durata: 1h:36 - Spettatori: 3 280 | Bulgaria | 3 - 0 | Canada  | 25-22, 25-19, 29-27               |
| 17 giugno 2018 Palazzo della cultura e dello sport, Varna Durata: 2h:08 - Spettatori: 980   | Francia  | 3 - 2 | Canada  | 25-19, 22-25, 25-22, 24-26, 16-14 |
| 17 giugno 2018 Palazzo della cultura e dello sport, Varna Durata: 2h:12 - Spettatori: 3 980 | Bulgaria | 3 - 2 | Brasile | 25-22, 19-25, 25-15, 18-25, 15-12 |

#### Quinta settimana
| Girone 17 | Girone 18 | Girone 19     | Girone 20   |
| --------- | --------- | ------------- | ----------- |
| Argentina | Canada    | Bulgaria      | Francia     |
| Australia | Cina      | Corea del Sud | Italia      |
| Brasile   | Giappone  | Germania      | Russia      |
| Polonia   | Serbia    | Iran          | Stati Uniti |

##### Girone 17
| 22 giugno 2018 Hisense Arena, Melbourne Durata: 1h:32 - Spettatori: 2 700 | Polonia   | 3 - 0 | Argentina | 26-24, 25-20, 29-27        |
| 22 giugno 2018 Hisense Arena, Melbourne Durata: 1h:30 - Spettatori: 3 200 | Australia | 0 - 3 | Brasile   | 22-25, 19-25, 19-25        |
| 23 giugno 2018 Hisense Arena, Melbourne Durata: 1h:42 - Spettatori: 4 300 | Australia | 1 - 3 | Argentina | 20-25, 19-25, 25-20, 21-25 |
| 23 giugno 2018 Hisense Arena, Melbourne Durata: 2h:06 - Spettatori: 5 540 | Brasile   | 3 - 1 | Polonia   | 25-22, 25-23, 23-25, 25-23 |
| 24 giugno 2018 Hisense Arena, Melbourne Durata: 1h:33 - Spettatori: 3 630 | Brasile   | 0 - 3 | Argentina | 23-25, 22-25, 21-25        |
| 24 giugno 2018 Hisense Arena, Melbourne Durata: 1h:26 - Spettatori: 3 720 | Australia | 0 - 3 | Polonia   | 16-25, 24-26, 23-25        |

##### Girone 18
| 22 giugno 2018 Jiangmen Sports Hall, Jiangmen Durata: 1h:22 - Spettatori: 1 400 | Canada   | 0 - 3 | Serbia   | 21-25, 18-25, 17-25        |
| 22 giugno 2018 Jiangmen Sports Hall, Jiangmen Durata: 2h:00 - Spettatori: 2 700 | Cina     | 3 - 1 | Giappone | 25-16, 25-21, 18-25, 25-22 |
| 23 giugno 2018 Jiangmen Sports Hall, Jiangmen Durata: 2h:10 - Spettatori: 1 190 | Giappone | 1 - 3 | Serbia   | 28-26, 33-35, 21-25, 18-25 |
| 23 giugno 2018 Jiangmen Sports Hall, Jiangmen Durata: 1h:28 - Spettatori: 2 950 | Cina     | 0 - 3 | Canada   | 21-25, 23-25, 22-25        |
| 24 giugno 2018 Jiangmen Sports Hall, Jiangmen Durata: 1h:30 - Spettatori: 1 360 | Giappone | 0 - 3 | Canada   | 23-25, 20-25, 22-25        |
| 24 giugno 2018 Jiangmen Sports Hall, Jiangmen Durata: 1h:46 - Spettatori: 2 500 | Cina     | 1 - 3 | Serbia   | 21-25, 22-25, 25-17, 15-25 |

##### Girone 19
| 22 giugno 2018 Palazzetto dello Sport Azadi, Teheran Durata: 2h:10 - Spettatori: 3 500  | Bulgaria | 2 - 3 | Germania      | 25-21, 22-25, 25-23, 23-25, 13-15 |
| 22 giugno 2018 Palazzetto dello Sport Azadi, Teheran Durata: 2h:12 - Spettatori: 11 300 | Iran     | 3 - 1 | Corea del Sud | 27-25, 23-25, 25-22, 25-23        |
| 23 giugno 2018 Palazzetto dello Sport Azadi, Teheran Durata: 1h:20 - Spettatori: 700    | Germania | 3 - 0 | Corea del Sud | 25-23, 25-18, 25-19               |
| 23 giugno 2018 Palazzetto dello Sport Azadi, Teheran Durata: 1h:55 - Spettatori: 8 000  | Iran     | 3 - 1 | Bulgaria      | 25-22, 25-15, 23-25, 25-14        |
| 24 giugno 2018 Palazzetto dello Sport Azadi, Teheran Durata: 2h:08 - Spettatori: 3 000  | Bulgaria | 3 - 2 | Corea del Sud | 19-25, 25-22, 25-18, 22-25, 15-12 |
| 24 giugno 2018 Palazzetto dello Sport Azadi, Teheran Durata: 2h:20 - Spettatori: 12 000 | Iran     | 3 - 2 | Germania      | 25-20, 23-25, 25-22, 22-25, 15-11 |

##### Girone 20
| 22 giugno 2018 PalaPanini, Modena Durata: 2h:24 - Spettatori: 4 200 | Stati Uniti | 2 - 3 | Francia     | 21-25, 25-23, 28-26, 20-25, 12-15 |
| 22 giugno 2018 PalaPanini, Modena Durata: 1h:56 - Spettatori: 4 400 | Italia      | 0 - 3 | Russia      | 21-25, 22-25, 20-25               |
| 23 giugno 2018 PalaPanini, Modena Durata: 1h:30 - Spettatori: 4 400 | Stati Uniti | 0 - 3 | Russia      | 23-25, 15-25, 22-25               |
| 23 giugno 2018 PalaPanini, Modena Durata: 1h:33 - Spettatori: 4 600 | Italia      | 3 - 0 | Francia     | 25-21, 25-22, 27-25               |
| 24 giugno 2018 PalaPanini, Modena Durata: 1h:19 - Spettatori: 4 500 | Francia     | 3 - 0 | Russia      | 25-20, 25-13, 25-18               |
| 24 giugno 2018 PalaPanini, Modena Durata: 1h:39 - Spettatori: 4 600 | Italia      | 0 - 3 | Stati Uniti | 23-25, 17-25, 27-29               |

#### Classifica
| Pos | Squadra       | Pt | G  | V  | P  | SV | SP | Ratio | PF    | PS    | Ratio |
| --- | ------------- | -- | -- | -- | -- | -- | -- | ----- | ----- | ----- | ----- |
| 1   | Francia       | 35 | 15 | 12 | 3  | 38 | 16 | 2.375 | 1 295 | 1 140 | 1.135 |
| 2   | Russia        | 34 | 15 | 11 | 4  | 36 | 14 | 2.571 | 1 191 | 1 096 | 1.086 |
| 3   | Stati Uniti   | 33 | 15 | 11 | 4  | 37 | 19 | 1.947 | 1 294 | 1 183 | 1.093 |
| 4   | Serbia        | 29 | 15 | 11 | 4  | 33 | 24 | 1.375 | 1 289 | 1 255 | 1.027 |
| 5   | Brasile       | 30 | 15 | 10 | 5  | 34 | 21 | 1.619 | 1 280 | 1 213 | 1.055 |
| 6   | Polonia       | 29 | 15 | 10 | 5  | 32 | 19 | 1.684 | 1 221 | 1 124 | 1.086 |
| 7   | Canada        | 25 | 15 | 8  | 7  | 29 | 24 | 1.208 | 1 219 | 1 227 | 0.993 |
| 8   | Italia        | 24 | 15 | 8  | 7  | 30 | 28 | 1.071 | 1 315 | 1 296 | 1.014 |
| 9   | Germania      | 23 | 15 | 7  | 8  | 29 | 30 | 0.966 | 1 299 | 1 307 | 0.993 |
| 10  | Iran          | 21 | 15 | 7  | 8  | 29 | 30 | 0.966 | 1 355 | 1 344 | 1.008 |
| 11  | Bulgaria      | 17 | 15 | 6  | 9  | 26 | 34 | 0.764 | 1 288 | 1 351 | 0.953 |
| 12  | Giappone      | 15 | 15 | 6  | 9  | 23 | 37 | 0.621 | 1 301 | 1 374 | 0.946 |
| 13  | Australia     | 15 | 15 | 5  | 10 | 21 | 35 | 0.600 | 1 236 | 1 340 | 0.922 |
| 14  | Argentina     | 15 | 15 | 4  | 11 | 23 | 34 | 0.676 | 1 270 | 1 326 | 0.957 |
| 15  | Cina          | 9  | 15 | 3  | 12 | 15 | 39 | 0.384 | 1 173 | 1 291 | 0.908 |
| 16  | Corea del Sud | 6  | 15 | 1  | 14 | 11 | 42 | 0.261 | 1 108 | 1 267 | 0.874 |

| Qualificata alla fase finale | Retrocessa |

### Fase finale

#### Fase a gironi
| Girone A | Girone B    |
| -------- | ----------- |
| Brasile  | Polonia     |
| Francia  | Russia      |
| Serbia   | Stati Uniti |

##### Girone A

###### Risultati
| 4 luglio 2018 Stade Pierre-Mauroy, Villeneuve-d'Ascq Durata: 2h:09 - Spettatori: 8 062 | Francia | 3 - 2 | Brasile | 22-25, 25-20, 21-25, 25-22, 15-13 |
| 5 luglio 2018 Stade Pierre-Mauroy, Villeneuve-d'Ascq Durata: 1h:33 - Spettatori: 3 120 | Serbia  | 0 - 3 | Brasile | 16-25, 26-28, 19-25               |
| 6 luglio 2018 Stade Pierre-Mauroy, Villeneuve-d'Ascq Durata: 1h:12 - Spettatori: 5 877 | Francia | 3 - 0 | Serbia  | 25-19, 25-18, 25-17               |

###### Classifica
| Pos | Squadra | Pt | G | V | P | SV | SP | Ratio | PF  | PS  | Ratio |
| --- | ------- | -- | - | - | - | -- | -- | ----- | --- | --- | ----- |
| 1   | Francia | 5  | 2 | 2 | 0 | 6  | 2  | 3.000 | 183 | 159 | 1.150 |
| 2   | Brasile | 4  | 2 | 1 | 1 | 5  | 3  | 1.666 | 183 | 169 | 1.082 |
| 3   | Serbia  | 0  | 2 | 0 | 2 | 0  | 6  | 0.000 | 115 | 153 | 0.751 |

##### Girone B

###### Risultati
| 4 luglio 2018 Stade Pierre-Mauroy, Villeneuve-d'Ascq Durata: 1h:56 - Spettatori: 5 962 | Russia      | 3 - 1 | Polonia     | 25-18, 25-23, 22-25, 25-17 |
| 5 luglio 2018 Stade Pierre-Mauroy, Villeneuve-d'Ascq Durata: 1h:32 - Spettatori: 2 808 | Stati Uniti | 3 - 0 | Polonia     | 28-26, 25-17, 25-18        |
| 6 luglio 2018 Stade Pierre-Mauroy, Villeneuve-d'Ascq Durata: 1h:30 - Spettatori: 3 870 | Russia      | 3 - 0 | Stati Uniti | 25-22, 25-21, 25-21        |

###### Classifica
| Pos | Squadra     | Pt | G | V | P | SV | SP | Ratio | PF  | PS  | Ratio |
| --- | ----------- | -- | - | - | - | -- | -- | ----- | --- | --- | ----- |
| 1   | Russia      | 6  | 2 | 2 | 0 | 6  | 1  | 6.000 | 172 | 147 | 1.170 |
| 2   | Stati Uniti | 3  | 2 | 1 | 1 | 3  | 3  | 1.000 | 142 | 136 | 1.044 |
| 3   | Polonia     | 0  | 2 | 0 | 2 | 1  | 6  | 0.166 | 144 | 175 | 0.822 |

#### Final Four
|  | Semifinali  | Semifinali  | Semifinali |        |         | Finale      | Finale      | Finale   |  |
|  |             |             |            |        |         |             |             |          |  |
|  | Francia     | Francia     | 3          |        |         |             |             |          |  |
|  | Francia     | Francia     | 3          |        |         |             |             |          |  |
|  | Stati Uniti | Stati Uniti | 2          |        |         |             |             |          |  |
|  | Stati Uniti | Stati Uniti | 2          |        | Francia | Francia     | 0           |          |  |
|  |             |             |            |        | Francia | Francia     | 0           |          |  |
|  |             |             | Russia     | Russia | 3       |             |             |          |  |
|  | Russia      | Russia      | Russia     | Russia | 3       | 3           |             |          |  |
|  | Russia      | Russia      |            |        |         | 3           |             |          |  |
|  | Brasile     | Brasile     | 0          |        |         | 3º posto    | 3º posto    | 3º posto |  |
|  | Brasile     | Brasile     | 0          |        |         |             |             |          |  |
|  |             |             |            |        |         |             |             |          |  |
|  |             |             |            |        |         | Stati Uniti | Stati Uniti | 3        |  |
|  |             |             |            |        |         | Stati Uniti | Stati Uniti | 3        |  |
|  |             |             |            |        |         | Brasile     | Brasile     | 0        |  |

##### Semifinali
| 7 luglio 2018 Stade Pierre-Mauroy, Villeneuve-d'Ascq Durata: 2h:06 - Spettatori: 7 400 | Francia | 3 - 2 | Stati Uniti | 25-18, 25-17, 23-25, 24-26, 15-13 |
| 7 luglio 2018 Stade Pierre-Mauroy, Villeneuve-d'Ascq Durata: 1h:16 - Spettatori: 7 400 | Russia  | 3 - 0 | Brasile     | 25-17, 25-18, 25-14               |

##### Finale 3º posto
| 8 luglio 2018 Stade Pierre-Mauroy, Villeneuve-d'Ascq Durata: 1h:39 - Spettatori: 6 963 | Stati Uniti | 3 - 0 | Brasile | 25-21, 28-26, 28-26 |

##### Finale
| 8 luglio 2018 Stade Pierre-Mauroy, Villeneuve-d'Ascq Durata: 1h:23 - Spettatori: 10 164 | Francia | 0 - 3 | Russia | 22-25, 20-25, 23-25 |

## Classifica finale
| Pos     | Squadra       | Rosa |
| ------- | ------------- | --- |
| Oro     | Russia        | Formazione: 1 Pankov, 2 Vlasov, 3 Kovalëv, 4 Vol'vič, 6 Karpuchov, 7 Volkov, 9 Sokolov, 10 Markin, 11 Filippov, 12 Bakun, 13 Muserskij, 15 Poletaev, 17 Michajlov, 18 Kljuka, 19 Škuljavičus, 22 Martynjuk, 23 Kobzar', 24 Kabešov, 25 Tavasiev, CT: Šljapnikov                      |
| Argento | Francia       | Formazione: 1 Aguenier, 2 Grebennikov, 4 Patry, 5 Corre, 6 Toniutti, 7 K. Tillie, 8 Lyneel, 9 N'Gapeth, 10 Le Roux, 11 Brizard, 12 Boyer, 13 Lafitte, 14 Le Goff, 15 Mouiel, 16 Bultor, 17 Clévenot, 18 Rossard, 19 Louati, 21 Chinenyeze, CT: L. Tillie                             |
| Bronzo  | Stati Uniti   | Formazione: 1 Anderson, 2 Russell, 3 T. Sander, 4 Jendryk, 7 K. Shoji, 8 DeFalco, 10 McDonnell, 11 Christenson, 12 Holt, 13 Patch, 15 B. Sander, 17 Jaeschke, 18 Langlois, 19 Averill, 20 Smith, 21 Watten, 22 E. Shoji, 23 Seif, 26 Ensing, CT: Speraw                              |
| 4       | Brasile       | Formazione: 1 de Rezende, 2 Santos, 3 Carbonera, 4 do Nascimento, 5 Lóh, 7 Arjona, 8 W. de Souza, 9 Hoss, 10 Pinto, 12 Fonteles, 13 M. de Souza, 14 D. de Souza, 15 Endres, 16 Saatkamp, 17 Guerra, 19 Silva, 21 A. de Souza, 25 Cardoso, CT: Dal Zotto                              |
| 5       | Polonia       | Formazione: 1 Nowakowski, 2 Muzaj, 3 Konarski, 4 Komenda, 5 Kaczmarek, 6 Kurek, 7 Szalpuk, 8 Schulz, 9 Lemański, 11 Drzyzga, 12 Łomacz, 13 Kubiak, 14 Śliwka, 15 Kochanowski, 16 Żurek, 17 Zatorski, 18 Kwolek, 19 Janusz, 20 Bieniek, 21 Mika, 22 Bednorz, 26 Piechocki, CT: Heynen |
| 5       | Serbia        | Formazione: 1 Okolić, 2 Kovačević, 3 Katić, 7 Krsmanović, 8 Ivović, 9 Jovović, 12 Mijailović, 13 Petković, 14 Atanasijević, 16 Luburić, 17 Majstorović, 18 Podraščanin, 19 Rosić, 20 Lisinac, 21 Kostić, 26 Simić, CT: Grbić                                                         |
| 7       | Canada        | Formazione: 1 Sanders, 3 Marshall, 4 Hoag, 5 Van Berkel, 6 Duff, 7 Maar, 8 Blankenau, 9 DeRocco, 11 Jansen VanDoorn, 12 Schmitt, 13 Barnes, 15 Duquette, 16 Sclater, 17 Vigrass, 18 Gunter, 19 Bann, 20 Szwarc, 21 Walsh, CT: Antiga                                                 |
| 8       | Italia        | Formazione: 1 Candellaro, 2 Randazzo, 3 Parodi, 4 Baranowicz, 5 Juantorena, 6 Giannelli, 7 Rossini, 8 Mazzone, 9 Zaytsev, 10 Lanza, 11 Balaso, 12 Cester, 13 Colaci, 14 Diamantini, 15 Maruotti, 16 Antonov, 17 Anzani, 18 Sabbi, 19 Spirito, 20 Nelli, CT: Blengini                 |
| 9       | Germania      | Formazione: 1 Fromm, 2 Krick, 3 Schott, 5 Reichert, 7 Sossenheimer, 8 Böhme, 10 Zenger, 11 Kampa, 13 Hirsch, 14 Karlitzek, 15 Baxpöhler, 16 Schmidgall, 17 Zimmermann, 18 Günthör, 19 Malescha, 20 Weber, 22 Bogachev, CT: Giani                                                     |
| 10      | Iran          | Formazione: 1 Salafzoon, 2 Ebadipour, 3 Faezi, 4 Marouf, 5 Ghaemi, 6 Mousavi, 7 Salehi, 9 Gholami, 10 Ghafour, 11 Kazemi, 12 Mirzajanpour, 15 Mojarad, 16 Shafiei, 18 Vadi, 19 Marandi, 20 Yali, 21 Sharifi, 24 Hazratpourt, 25 Toukhteh, CT: Kolaković                              |
| 11      | Bulgaria      | Formazione: 1 G. Bratoev, 2 Petkov, 3 Dimitrov, 4 Marinkov, 5 Gocev, 6 R. Penčev, 7 Učikov, 8 Skrimov, 9 Seganov, 10 V. Bratoev, 11 Jordanov, 12 Josifov, 13 Salparov, 16 Ivanov, 17 N. Penčev, 20 Grozdanov, 21 Karakašev, 26 Georgiev, CT: Konstantinov                            |
| 12      | Giappone      | Formazione: 1 Ōtake, 3 Fujii, 5 Fukuzawa, 6 Yamauchi, 8 Yanagida, 9 Tsuiki, 10 Koga, 12 Takamatsu, 13 Takano, 15 Ri, 16 Takahashi, 18 Sekita, 19 Asano, 20 Homma, 23 Fushimi, 32 Nishida, CT: Nakagaichi                                                                             |
| 13      | Australia     | Formazione: 1 Graham, 2 Dosanjh, 4 Sanderson, 5 Passier, 6 Lipscombe, 7 Peacock, 8 O'Dea, 9 Staples, 10 Richards, 11 Perry, 12 Mote, 13 Walker, 14 Hone, 15 Smith, 16 Douglas-Powell, 17 Carrol, 18 Williams, 20 Hodges, 22 Stockton, CT: Lebedew                                    |
| 14      | Argentina     | Formazione: 1 Sánchez, 2 Zanotti, 3 Martínez, 4 Cavanna, 6 Poglajen, 7 Conte, 8 Loser, 11 Solé, 12 Lima, 13 Palacios, 14 Crer, 16 Danani, 17 López, 18 Ramos, 19 Massimino, 20 Gallego, 23 Toro, CT: Velasco                                                                         |
| 15      | Cina          | Formazione: 1 Li R., 2 Jiang, 3 Mao, 4 Zhang C., 6 Li R.m., 7 Zhang J.y., 9 Yun, 10 Ji, 11 Du, 13 Chen L.h., 15 Tang, 16 Tong, 17 Liu L.b., 18 Liu M., 20 Rao, 21 Miao, 24 Zhang Z.y., 25 Chen J.j., CT: Lozano                                                                      |
| 16      | Corea del Sud | Formazione: 1 Song M.g., 2 Hwang T.e., 3 Seo, 4 Jeong, 5 Kwak D.h., 6 Lee, 7 Song H.c., 8 Na, 9 Kwak S.s., 10 Jung, 12 Jeon, 13 Hwang S.b., 14 Hwang D.y., 15 Moon, 16 Kim K.m., 17 Park, 18 Jin, 19 Kim J.h., CT: Kim H.c.                                                          |

## Premi individuali
| Premio                | Nome              | Squadra     |
| --------------------- | ----------------- | ----------- |
| MVP                   | Maksim Michajlov  | Russia      |
| Miglior palleggiatore | Benjamin Toniutti | Francia     |
| Miglior opposto       | Matthew Anderson  | Stati Uniti |
| Miglior schiacciatore | Taylor Sander     | Stati Uniti |
| Miglior schiacciatore | Dmitrij Volkov    | Russia      |
| Miglior centrale      | Kévin Le Roux     | Francia     |
| Miglior centrale      | Dmitrij Muserskij | Russia      |
| Miglior libero        | Jenia Grebennikov | Francia     |